# Condado de Luzerne
O Condado de Luzerne (em inglês:  Luzerne County) é um dos 67 condados do estado americano da Pensilvânia. A sede e maior cidade do condado é Wilkes-Barre. Foi fundado em 25 de setembro de 1786.
O condado possui uma área de 2 347 km², dos quais 41 km² estão cobertos por água, uma população de 320 918 habitantes, e uma densidade populacional de 139,2 hab/km² (segundo o censo nacional de 2010).